# جانگ سونگ تائک
جانگ سونگ تائک (به کره‌ای: 장성택) (Chang Song-thaek) شوهر عمه کیم جونگ اون (رهبر کنونی کره شمالی) و نظامی بلند پایه و سیاستمدار کره شمالی بود. جانگ سونگ تائک معمولاً در کنار کیم جونگ اون، رهبر کره شمالی دیده می‌شد و بسیاری او را قدرت اصلی پشت سر رهبری می‌دانستند. وی پس از برکناری از قدرت در دادگاه به رشوه خواری و کودتا علیه حکومت متهم و اعدام شد.
پس از اعدام وی موجی از اعدام‌ها و برکناری‌ها متوجه خانوادهٔ وی گشت که می‌توان از بین آنها به اعدام جونگ یونگ جین (شوهر خواهر جانگ سونگ تائک) سفیر کره شمالی در کوبا و اعدام جانگ یونگ چول (برادزاده جانگ سونگ تائک) سفیر کره شمالی در مالزی اشاره کرد.

## چگونگی اعدام
روایت‌های متفاوتی از چگونگی اعدام وی توسط رسانه‌ها منتشر شد:
1. شلیک گلوله [۷]
2. دریده شدن در قفس توسط ۱۲۰ سگ که به مدت پنج روز گرسنه نگه داشته شده بودند[۸] [۹] [۱۰] [۱۱]
3. سوزانده شدن توسط آتش‌افکن (شعله‌افکن)[۱۲][۱۳]

## واکنش‌ها
- خبرگزاری کره شمالی اعلام کرد: متهم، خائن به خلق است و به دسیسه چینی علیه حزب (حاکم) و انقلاب برای سرنگونی رهبری حزب مان و حکومت و نظام سوسیالیست اقدام کرد.[۱۴]
- رئیس‌جمهور کره جنوبی از اقدام کره شمالی در اخراج مرد شماره دو این کشور از عرصه قدرت به شدت انتقاد کرد و از این اقدام به عنوان "حکومت وحشت و ترور" نام برد.[۱۵]

## همسر
جانگ سونگ بعد از کیم جونگ اون نفر دوم قدرت در این کشور بود و طبق گزارش‌ها مرد در سایه قدرت در کره شمالی محسوب می‌شد و نفوذ بسیار زیادی داشت.
پس از دستگیری و اعدام تائک، تمام عکس‌ها و خبرهای مرتبط با او از خروجی خبرگزاری رسمی کره شمالی و سایت حزب حاکم حذف شد. طبق گزارش‌ها یک روز پس از اعدام جانگ سونگ تائک، سربازان کره شمالی به دستور وزارت کشور بستگان وی را دستگیر کرده و صدها تن را با خود برده‌اند. بعد از اعدام جانگ سونگ تائک شوهر عمه رهبر کره شمالی، سرنوشت و جایگاه همسرش در کره شمالی در هاله‌ای از ابهام قرار داشت اما رهبر کره شمالی کشته شدن شوهر عمه اش را به عمه اش تسلیت گفت. پس از آن که کیم جونگ اون، رهبر کره شمالی در اقدامی غیر منتظره شوهر عمه اش را اعدام کرد، عکسی در رسانه‌های اجتماعی منتشر شده که کیم را در حال تسلیت به عمه اش نشان می‌دهد. خبرگزاری رسمی کره شمالی گزارش داد که از خانم کیم هوی خواسته شده است که خود را برای برگزاری مراسم بزرگداشت یکی از اعضای کمیسیون مرکزی حزب آماده کند. کره شمالی کیم کیونگ هوی، دختر «کیم ایل سونگ» بنیانگذار کره شمالی، و خواهر «کیم جونگ ایل» رهبر سابق کره شمالی، را به عنوان یکی از اعضای «کمیته بزرگداشت» حزب کارگران این کشور منصوب کرد.
این انتصاب نشان می‌دهد که فعلاً قرار نیست وی از حلقه نزدیکان رهبر کره شمالی کنار گذاشته شود.